# HMS G8
Pour les articles homonymes, voir G8.
Le HMS G8 est un sous-marin britannique de classe G construit pour la Royal Navy par Vickers à Barrow-in-Furness. Sa construction a coûté environ 125 000 livres sterling (l’équivalent de 12 080 000 £ en 2021). Sa quille est posée le 18 décembre 1914 et il est lancé le 1er avril 1916.

## Conception
La conception de la classe G est basée sur celle de la Classe E mais avec l'amélioration de la double coque. Les sous-marins de classe G ont été conçus par l’Amirauté britannique en réponse à une rumeur selon laquelle les Allemands construisaient des sous-marins à double coque pour servir outre-mer. Les sous-marins avaient une longueur hors-tout de 57 m, un maître-bau de 6,9 m et un tirant d'eau moyen de 4,1 m. Ils déplaçaient 714 tonnes en surface et 850 tonnes en immersion. Les sous-marins de classe G avaient un équipage de 30 officiers et autres grades. Ils avaient une double coque partielle.
Pour la navigation en surface, ces navires étaient propulsés par deux moteurs Diesel à huit cylindres Vickers de 800 ch (597 kW), chacun entraînant un arbre d'hélice. Lorsqu’ils étaient sous l’eau, chaque hélice était entraînée par un moteur électrique de 420 ch (313 kW). Ils pouvaient atteindre 14,25 nœuds (26,39 km/h) en surface et 9 nœuds (17 km/h) sous l’eau. En surface, la classe G avait une autonomie de 2400 milles marins (4 400 km) à 16 nœuds (30 km/h).
Les bateaux devaient être armés d’un tube lance-torpilles de 21 pouces (533 mm) dans l’étrave et de deux tubes lance-torpilles de 18 pouces (457 mm) au maître-bau. Cependant, cette conception a été révisée pendant qu’ils étaient en construction. Le tube de 21 pouces a été déplacé à l’arrière, et deux autres tubes de 18 pouces ont été ajoutés dans l’étrave. Les sous-marins de classe G transportaient deux torpilles de 21 pouces et huit torpilles de 18 pouces. Ils étaient également armés d’un unique canon de pont de 3 pouces (76 mm).

## Engagements
Comme le reste des sous-marins de sa classe, le rôle du G8 était de patrouiller en mer du Nord, à la recherche de sous-marins allemands. Le G8 appartenait à la 10e Flottille sous-marine pendant son service en temps de guerre, mais il a également opéré à partir de Scapa Flow pendant la majeure partie de 1917. Ses zones de patrouille allaient du nord des îles Shetland à la Norvège, le Skagerrak, le Cattégat, et le Horns Rev. Il fait également une patrouille à Harwich pour la 9e Flottille en août 1916 avant de rejoindre la flottille de la Tees.
Ses deux commandants furent le lieutenant Charles de Burgh, du 30 juin 1916 au 30 juillet 1917, et le lieutenant John F. Tryon du 30 juillet 1917 jusqu’à sa perte.
Sa dernière patrouille a commencé à partir de la Tees le 27 décembre 1917, partant pour le Kattegat avec le sous-marin HMS G12 et le destroyer HMS Medea. Il a reçu l’ordre d’entamer son voyage de retour le 3 janvier 1918, voire 48 heures plus tard, pour revenir à la Tees vers le 6 janvier 1918. Il n’est pas revenu et on n'en a plus jamais entendu parler. Il est officiellement déclaré disparu le 14 janvier 1918. La cause de sa perte demeure inconnue, mais on l’a retrouvé avec les gouvernails de profondeur pointant vers la surface, ce qui suggère que les hommes à bord essayaient d’atteindre la surface. Par conséquent, on pense qu’une erreur technique a conduit au naufrage. Rien sur l’épave n’indique qu’il ait été touché par des torpilles ou des mines,.

### Découverte et récupération
L’épave a été retrouvée en 2019 par les  chercheurs du Musée de la guerre navale du Jutland danois alors qu’ils étaient en train d’enregistrer toutes les épaves dans les eaux territoriales danoises du Cattégat et du Skagerak. Elle repose par environ 100 m de profondeur. Il n’est pas prévu de récupérer l’épave.